# Grupo Deportivo Tourizense
El Grupo Deportivo Tourizense és un club de futbol portuguès amb seu a Touriz, municipi de Tábua. Fundat el 1975, juga al Campeonato de Portugal, celebrant els partits a casa a l'Estádio Visconde do Vinhal, amb una capacitat de 1.200 seients.

## Història
Fundat el 1975, el Tourizense va progressar constantment de les lligues regionals de Coimbra a la tercera divisió.
El seu punt més alt va ser jugar contra el Benfica a la Copa de Portugal 2005-06 (11 de gener de 2006), en una derrota a casa per 2-0.

## Palmarès
- AF Coimbra - 1a Divisió:

- 2002/03